# Династія Сангама
Сангама — династія правителів Віджаянагарської імперії. Була заснована братами Харіхарою та Буккою.

## Історія
1336 року брати заснували столицю держави — місто Віджаянагара.
Наступник Букки, Харіхара II, продовжив кампанію свого попередника з експансії до південної Індії, в результаті якої йому вдалось узяти під свій контроль узбережжя Андхри між Неллуру та Калінгою й завоював Адданкі та Шрісайлам, а також більшу частину територій від півострова до південної частини річки Крішна. Харіхара II також зумів завоювати багато індійських портів, таких як Гоа, Чаул і Дабхол.
Після смерті Харіхари II почалась боротьба за трон між Вірупакшою, Буккою II та Девараєю, з якої останній вийшов переможцем. За часів свого правління він зумів узяти під свій контроль більшу частину території імперії. Наступникам Деварая не вдалось зробити для держави нічого визначного. Так тривало до моменту приходу до влади Девараї II, правління якого стало золотою добою династії. У той період була цілком завойована південна Індія, поразки від імперської армії зазнав правитель Квілону. Межі імперії розширились від Одіші до Малабара та від Цейлону до Гулбарги, також до складу держави увійшли більшість індійських портів. Однак після смерті Деварая II його бездарні наступники зрештою привели династію до загибелі, поступово території імперії відійшли до султанату Бахмані. Останнім правителем з династії Сангама був Вірупакша II.